# Cagliari Calcio 2021-2022
Questa voce raccoglie le informazioni riguardanti il Cagliari Calcio nelle competizioni ufficiali della stagione 2021-2022.

## Stagione

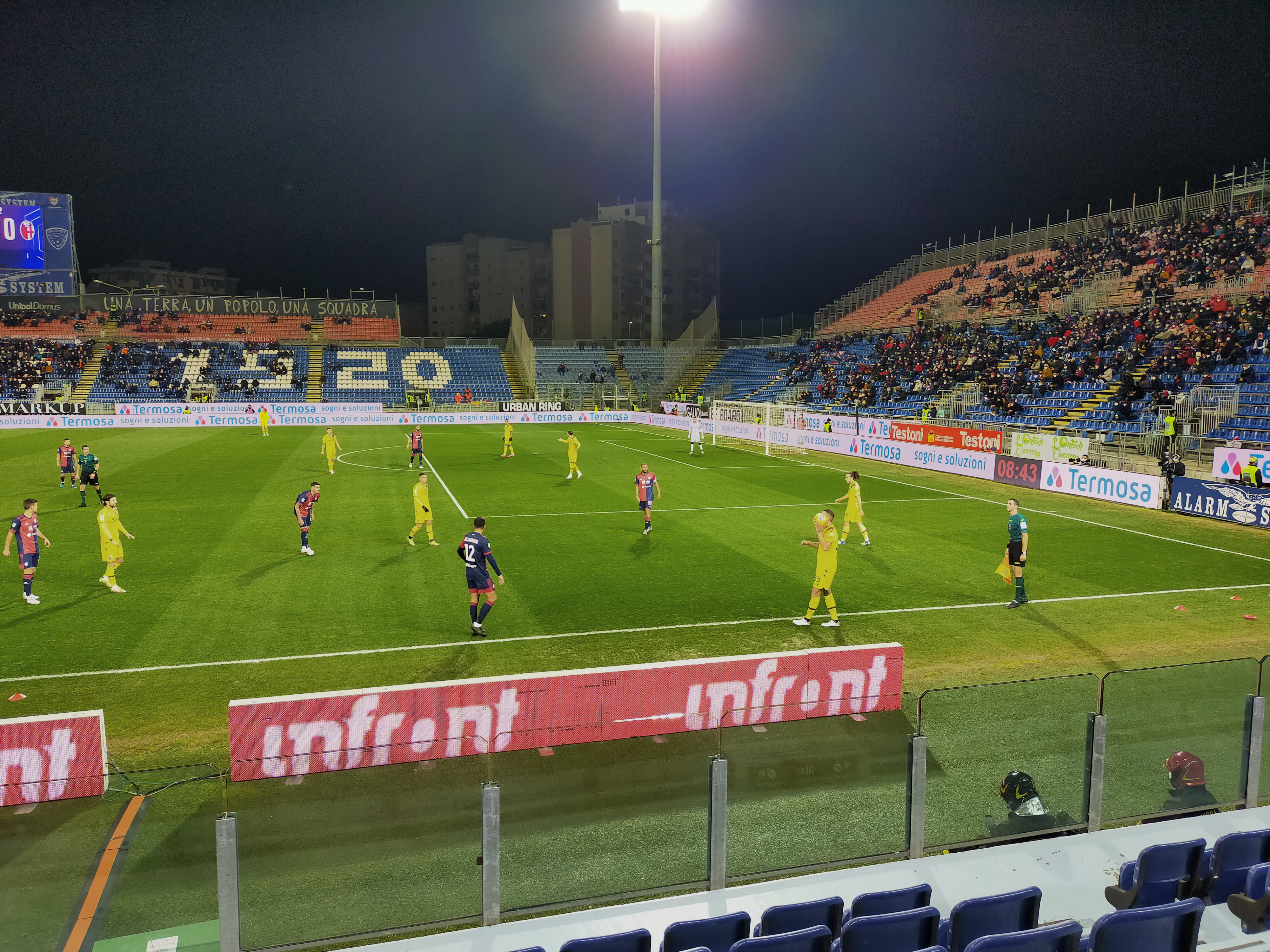
Un'istantanea della sfida tra Cagliari e nel gennaio 2022.

Dopo la tormentata stagione precedente, il presidente Tommaso Giulini decide di confermare Leonardo Semplici, allenatore artefice della miracolosa salvezza, e contestualmente trova l'intesa per la risoluzione contrattuale con il pescarese Eusebio Di Francesco, esonerato in primavera. Rispetto all'estate precedente che soffrì dello stravolgimento del calendario, il club è potuto ritornare in ritiro a Pejo, in Trentino, nonché nuovamente per un weekend ad Aritzo, in Sardegna.
Il 14 agosto 2021 c'è l'esordio ufficiale contro il Pisa nei trentaduesimi di finale di Coppa Italia, disputatisi alla Unipol Domus, nuova denominazione della Sardegna Arena a partire da questa stagione per via dell'accordo con l'istituto assicurativo. Grazie ad una vittoria per 3-1 contro i toscani, i rossoblù ottengono la qualificazione ai sedicesimi contro il Cittadella.
L'esordio in campionato invece avviene, sempre in casa, il 23 di agosto contro lo Spezia e termina in parità per 2-2, con i rossoblù che si ritrovano sotto di due gol ma recuperano in 5 minuti con una doppietta del capitano João Pedro. Successivamente arrivano due sconfitte, in trasferta al Meazza contro il Milan per 4-1 con tutti i gol nel primo tempo e in casa contro il Genoa per 2-3, con i rossoblù passati in vantaggio per due reti ma successivamente rimontati nella seconda metà della ripresa. L'unico punto in tre partite porta il 14 settembre la società ad esonerare Leonardo Semplici e il giorno successivo viene scelto come suo successore l'ex di Napoli e Inter il livornese Walter Mazzarri.
Con il nuovo allenatore arriva subito un buon pareggio esterno contro la Lazio, ma pesano poi subito diversi punti persi in casa contro dirette concorrenti per la salvezza come la sconfitta per 0-2 contro l'Empoli e il pareggio subito allo scadere contro il Venezia. Bisogna aspettare l'ottava giornata per la prima vittoria in campionato, per 3-1 contro la Sampdoria, ma dopo questa inizia un'altra serie negativa con 7 sconfitte e 4 pareggi. Al termine della sfida interna contro l'Udinese alla penultima di andata il club chiede pubblicamente scusa e decide di intervenire "epurando" i due uruguaiani Diego Godín e Martín Cáceres.
Al giro di boa sono quindi soltanto 10 i punti conquistati, con la magra consolazione del passaggio del turno a dicembre in Coppa Italia contro il Cittadella. La svolta in campionato sembra avvenire con l'inizio dell'anno solare 2022: la seconda vittoria in campionato, curiosamente nuovamente contro la Sampdoria apre un ciclo di quattro vittorie, tre pareggi e una sola sconfitta nelle prime otto giornate del girone di ritorno e la squadra esce dopo 5 mesi dalla zona retrocessione (uscendo però anche dalla coppa contro il Sassuolo). Da lì in poi però i rossoblù rientrano in un tunnel senza uscita: nelle successive 8 giornate arrivano ben 7 sconfitte, di cui due pesanti negli scontri diretti contro Spezia e Genoa, inframezzate da un unico successo contro il Sassuolo. Pur formalmente ancora fuori dalla zona retrocessione, la squadra viene risucchiata dalle avversarie e il 3 maggio 2022 la società opta per il secondo avvicendamento in panchina: Walter Mazzarri viene sollevato dall'incarico (successivamente il 22 dello stesso mese viene ufficializzato il suo licenziamento a causa di parole utilizzate contro giocatori e presidente nello spogliatoio) e al suo posto viene chiamato Alessandro Agostini, fino ad allora tecnico della Primavera. All'ex terzino rossoblù dal 2004 al 2012 ricade il compito di sedersi in panchina nelle ultime tre giornate, due delle quali contro due dirette concorrenti alla salvezza quali Salernitana e Venezia. Nello scontro diretto coi campani la squadra va sotto nel secondo tempo ma riacciuffa la partita a pochissimi secondi dal triplice fischio finale con un gol di testa di Altare, poi nel difficile ultimo incontro casalingo contro l'Inter arriva una sconfitta per 3-1. Il 22 maggio 2022, la squadra si ritrova non solo a vincere contro il già retrocesso Venezia, ma anche a dover aspettare una sconfitta casalinga della Salernitana contro l'Udinese già salvo; tale sconfitta arriva per 0-4, ma la compagine sarda pareggia per 0-0 contro i veneti, e scende così in Serie B dopo 6 stagioni, la seconda retrocessione nella gestione Giulini.

## Divise e sponsor
Per il secondo anno a vestire i rossoblù è il brand tedesco Adidas, mentre confermati per la sesta stagione di fila, i principali sponsor di maglia ISOLA Artigianato di Sardegna, marchio istituzionale della Regione Sardegna, Birra Ichnusa, con quest'ultimo che però, contestualmente al rinnovo fino al 2024, si sposta nel retro sotto i numeri di maglia invertendosi con Tiscali che invece passa sul fronte, nonché per la terza stagione Arborea, il brand della Cooperativa 3A, azienda produttrice di latte e suoi derivati. Dopo l'innovativa scelta della stagione precedente di avere le maniche bianche, la maglia per le partite casalinghe ritorna a un più tradizionale rossoblù. Tuttavia nel torace, se nella parte sinistra rossa la partizione è regolare, quella di destra è arricchita nella parte superiore da una fantasia a forme esagonali con il rosso che sfuma nel blu e progressivamente diventa il colore dominante. Il colore principale delle maniche è invertito rispetto a quello delle bande: blu la manica di destra, accompagnata da un bordo rosso; rossa con bordo blu quella di sinistra. Novità nel retro che per la prima volta nella storia è completamente blu. Blu come da tradizione i calzoncini e i calzettoni, decorati con elementi rossi. La maglia da trasferta come da tradizione è bianca ed è anche in questa stagione arricchita nella sua parte frontale da una fantasia a righe rosse orizzontali poste principalmente nella metà sinistra del torace mentre le strisce del brand tedesco sono blu così come i dettagli secondari nel girocollo e nel giromanica. I calzoncini sono bianchi con dettagli blu e i calzettoni invece sono contrariamente alle consuetudini del club rossi, con la possibilità però di indossare anche una versione bianca.. La terza maglia invece è celeste con dettagli blu scuro lungo le maniche e dietro le spalle realizzati utilizzando la stessa trama ad esagoni della maglia Home. Celesti sono anche i pantaloncini e i calzettoni. Il colore è stato scelto per omaggiare i calciatori dell'Uruguay che nella storia del cagliari, al 2021 ben 22, hanno vestito la maglia rossoblù. Per la presentazione è stato utilizzato Marco Francescoli, figlio di Enzo Francescoli, stella uruguagia che vestì la maglia dei sardi dal 1990 al 1992.
| Casa | Trasferta | Terza |

## Organigramma societario
Organigramma aggiornato al 4 maggio 2022.
Area direttiva
- Presidente onorario: Luigi Riva
- Presidente: Tommaso Giulini
- Vicepresidente: Fedele Usai
- Amministratore Delegato: Carlo Catte
- Direttore Generale: Mario Passetti
- Direttore Sviluppo Strategico: Stefano Melis
- Dirigente Servizio ASQ: Andrea Alessandro Muntoni
- Consiglieri di Amministrazione: Pasquale Lavanga, Alessandro Manunta, Nicola Riva (fino al 24/02/2022)[30], Stefano Signorelli
- Collegio sindacale: Luigi Zucca (Presidente), Giovanni Pinna Parpaglia, Piero Sanna Randaccio
- Organismo di Vigilanza: Mario Marchetti (Presidente), Diego Loy e Pier Gabriele Carta (Componenti)

Organizzazione esecutiva
- Direttore Sportivo: Stefano Capozucca
- Segretario generale sportivo: Matteo Stagno
- Team Manager: Alessandro Steri
- Coordinatore Area Scouting: Andrea Cossu[31]
- Responsabile Settore Giovanile, Attività di Base e Cagliari Football Academy: Bernardo Mereu
- Direttore Sportivo Settore Giovanile: Pierluigi Carta
- Responsabile Marketing e Comunicazione: Federica Vargiu
- Responsabile Store, Licensing: Alessandro Cinellu

- Responsabile Ticketing: Stefano Fenu
- Responsabile Infrastrutture e Sicurezza: Franco Marongiu
- Responsabile Eventi e iniziative e Supporter Liaison Officer: Elisabetta Scorcu
- Responsabile Contabilità e Personale: Danila Fenu
- Responsabile Amministrativo e Reporting: Mauro Congia
- Responsabile Infrastrutture: Franco Marongiu
- Delegato Sicurezza Stadio: Andrea Muggianu

Area tecnica
- Allenatore: Leonardo Semplici (fino al 14/09/2021)[10], Walter Mazzarri (dal 15/09/2021[11] al 02/05/2022[16]), Alessandro Agostini (dal 03/05/2022[19])
- Allenatore in seconda: Andrea Consumi (fino al 14/09/2021)[10], Claudio Bellucci (dal 15/09/2021[11] al 03/05/2022[33]), Michele Filippi (dal 03/05/2022[19])
- Collaboratori tecnici: Rossano Casoni e Alessio Rubicini (fino al 14/09/2021)[10], Claudio Nitti (dal 15/09/2021[11] al 03/05/2022[33]), Alberto Piras (dal 03/05/2022[19])
- Preparatore dei portieri: Walter Bressan
- Responsabile preparazione atletica: Yuri Fabbrizzi (fino al 14/09/2021)[10], Giuseppe Pondrelli (dal 15/09/2021[11] al 03/05/2022[33])

- Preparatori atletici: Mauro Baldus, Francesco Fois, Antonio Fais
- Match Analyst: Ferdinando Bennardo, Alessio Rubicini (fino al 14/09/2021)[10], Cristian Guerrini (dal 15/09/2021[11] al 03/05/2022[33])
- Responsabile Settore Giovanile e Cagliari Football Academy: Bernardo Mereu
- Direttore Sportivo Settore Giovanile: Pierluigi Carta
- Coordinatori Tecnici Settore Giovanile:
  - Daniele Conti (Primavera, U17)[31]
  - Oscar Erriu (U16, U15, U14, U13)
  - Daniele Zini (Resp. formazione)

Area sanitaria
- Responsabile sanitario: Marco Scorcu
- Medico prima squadra: Roberto Mura
- Fisioterapisti: Salvatore Congiu, Stefano Frau, Simone Ruggiu

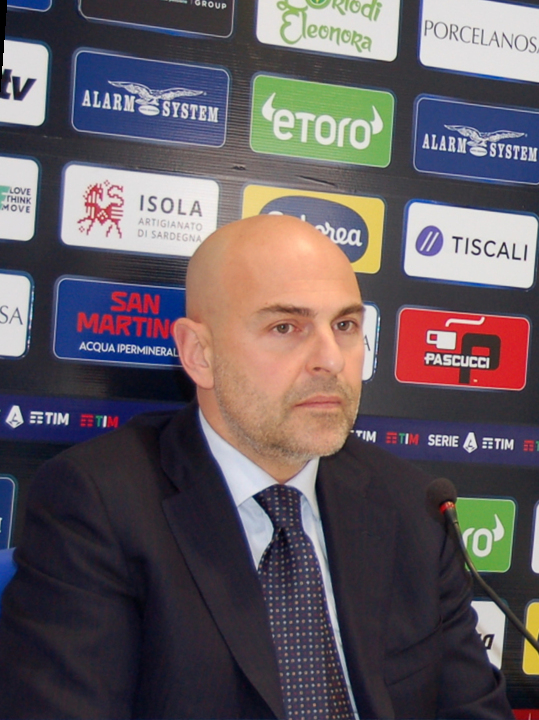
Il presidente del Cagliari Tommaso Giulini

## Rosa
| N. |                        | Ruolo | Calciatore             |
| -- | ---------------------- | ----- | ---------------------- |
| 1  | Italia (bandiera)      | P     | Simone Aresti          |
| 2  | Uruguay (bandiera)     | D     | Diego Godín            |
| 3  | Italia (bandiera)      | D     | Alessandro Tripaldelli |
| 3  | Italia (bandiera)      | D     | Edoardo Goldaniga      |
| 4  | Uruguay (bandiera)     | D     | Martín Cáceres         |
| 4  | Italia (bandiera)      | C     | Daniele Baselli        |
| 6  | Croazia (bandiera)     | C     | Marko Rog              |
| 8  | Romania (bandiera)     | C     | Răzvan Marin           |
| 9  | Senegal (bandiera)     | A     | Keita Baldé            |
| 9  | Argentina (bandiera)   | A     | Giovanni Simeone       |
| 10 | Italia (bandiera)      | C     | João Pedro (capitano)  |
| 12 | Italia (bandiera)      | D     | Raoul Bellanova        |
| 14 | Italia (bandiera)      | C     | Alessandro Deiola      |
| 15 | Italia (bandiera)      | D     | Giorgio Altare         |
| 16 | Paesi Bassi (bandiera) | C     | Kevin Strootman        |
| 17 | Brasile (bandiera)     | A     | Diego Farias           |
| 18 | Uruguay (bandiera)     | C     | Nahitan Nández         |
| 19 | Italia (bandiera)      | C     | Roberto Biancu         |
| 19 | Italia (bandiera)      | A     | Luca Gagliano          |
| 20 | Uruguay (bandiera)     | C     | Gastón Pereiro         |

| N. |                       | Ruolo | Calciatore              |
| -- | --------------------- | ----- | ----------------------- |
| 21 | Uruguay (bandiera)    | C     | Christian Oliva         |
| 22 | Grecia (bandiera)     | D     | Charalampos Lykogiannīs |
| 23 | Italia (bandiera)     | D     | Luca Ceppitelli         |
| 24 | Italia (bandiera)     | D     | Paolo Faragò            |
| 25 | Italia (bandiera)     | D     | Gabriele Zappa          |
| 26 | Italia (bandiera)     | C     | Nicolò Cavuoti          |
| 27 | Italia (bandiera)     | C     | Alberto Grassi          |
| 27 | Italia (bandiera)     | A     | Alberto Cerri           |
| 28 | Italia (bandiera)     | P     | Alessio Cragno          |
| 29 | Brasile (bandiera)    | D     | Dalbert                 |
| 30 | Italia (bandiera)     | A     | Leonardo Pavoletti      |
| 31 | Serbia (bandiera)     | P     | Boris Radunović         |
| 32 | Colombia (bandiera)   | A     | Damir Ceter             |
| 33 | Slovacchia (bandiera) | D     | Adam Obert              |
| 35 | Italia (bandiera)     | C     | Riccardo Ladinetti      |
| 38 | Italia (bandiera)     | A     | Jacopo Desogus          |
| 39 | Grecia (bandiera)     | C     | Chrīstos Kourfalidīs    |
| 40 | Polonia (bandiera)    | D     | Sebastian Walukiewicz   |
| 44 | Italia (bandiera)     | D     | Andrea Carboni          |
| 66 | Italia (bandiera)     | D     | Matteo Lovato           |

Note:
1. 1 2 3 4 5  Ceduto nella sessione invernale di calciomercato.
2. 1 2 3 4  Ceduto nella sessione estiva di calciomercato.
3. 1 2 3 4  Acquistato nella sessione invernale di calciomercato.
4. ↑  Acquistato al di fuori delle sessioni di calciomercato.
5. 1 2 3  Acquistato nella sessione estiva di calciomercato.
6. ↑  Ceduto al di fuori delle sessioni di calciomercato.
7. 1 2 3  Aggregato alla prima squadra dalla formazione Primavera.
8. ↑  Inizialmente aggregato dalla formazione Primavera, entra in pianta stabile nella rosa della Prima squadra a stagione in corso.

## Calciomercato

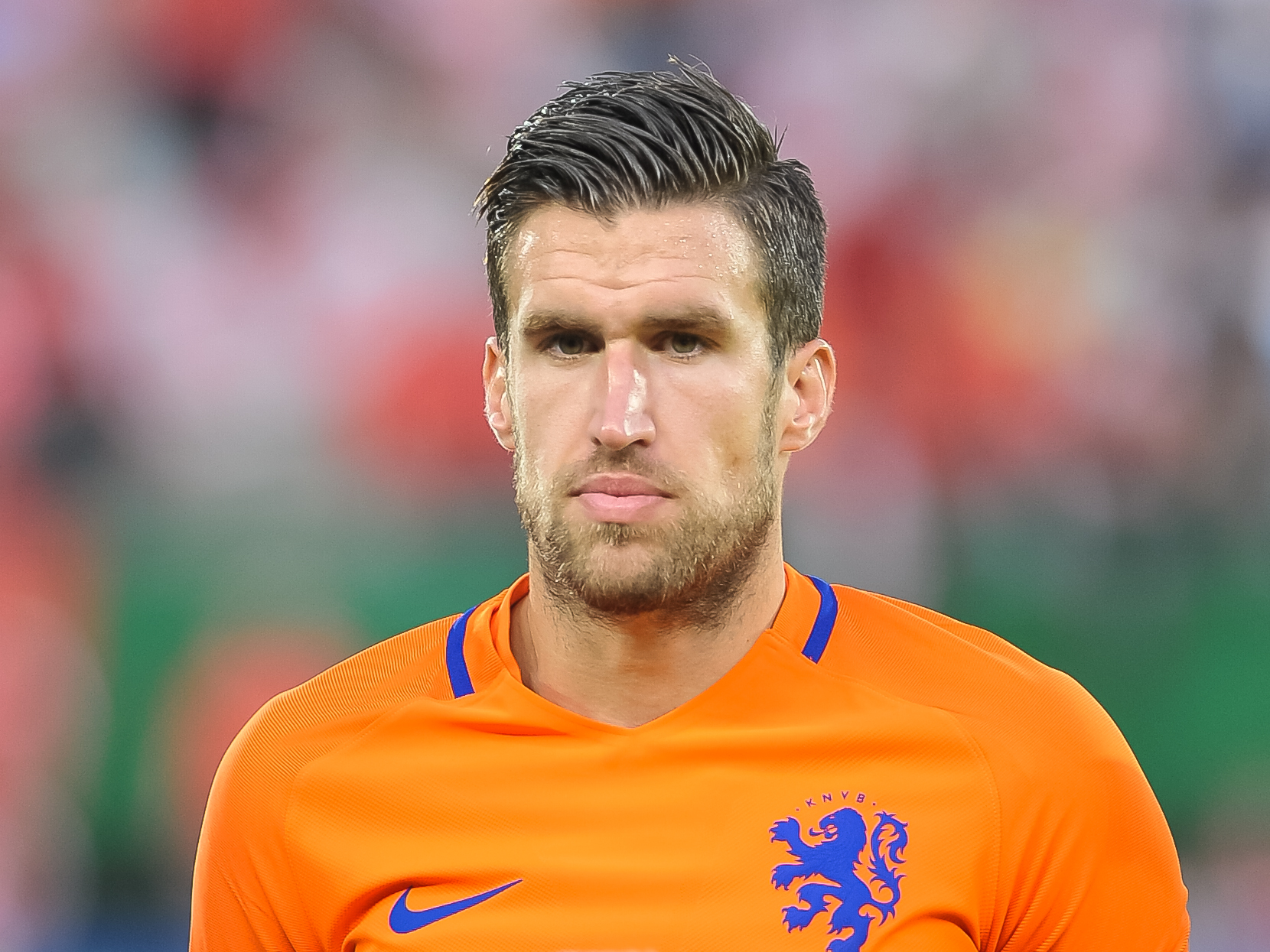
L'ex Nazionale olandese Kevin Strootman, principale acquisto della sessione estiva di calciomercato.

Il mercato estivo si è aperto con l'arrivo in prestito dal Olympique Marsiglia, con ingaggio per il 70% pagato dai francesi, dell'ex nazionale olandese Kevin Strootman, seguito dall'acquisto del terzino brasiliano Dalbert. A ridosso del gong invece viene acquistato a titolo definitivo dal Monaco la seconda punta catalana-senegalese, ex Lazio, Inter e Sampdoria, Keita Baldé mentre il giorno successivo viene ufficializzato l'acquisto dello svincolato Martín Cáceres, terzino nell'ultima stagione alla Fiorentina che va a rimpinguare la batteria di uruguaiani in rosa. A questi si aggiungono altri acquisti per allungare le seconde linee: il portiere Boris Radunović acquistato dall'Atalanta va a sostituire come vice di Alessio Cragno il partente Guglielmo Vicario, accasatosi in prestito all'Empoli, dal Bordeaux arriva il terzino destro della Nazionale azzurra Under 21 Raoul Bellanova, dal Parma il centrocampista Alberto Grassi e dall'Olbia arriva il difensore Giorgio Altare.
Sono poi rientrati dai rispettivi prestiti, senza trovare nuova sistemazione e quindi rimanendo a disposizione di Leonardo Semplici i centrocampisti Christian Oliva e Paolo Faragò e gli attaccanti Diego Farias e Damir Ceter, a cui si aggiunge il rientrante dal prestito a Olbia del centrocampista sardo, prodotto del vivaio, Riccardo Ladinetti. Per la formazione Primavera viene acquistato il difensore Adam Obert, svincolatosi dalla Sampdoria: lo slovacco viene comunque subito inserito nei convocati del ritiro estivo, e da dicembre viene inserito stabilmente nella rosa della Prima squadra. Sul fronte cessioni, oltre al portiere Vicario, l'uscita più importante è quella del Cholito Giovanni Simeone, ceduto in prestito oneroso al Verona mentre il terzino sinistro Alessandro Tripaldelli lascia dopo una sola stagione andando in prestito con obbligo di riscatto alla SPAL in Serie B. Nella serie cadetta vengono mandati in prestito al Como l'attaccante Alberto Cerri, assieme alla speranza angolana Zito Luvumbo, e il corso Mattéo Tramoni al Brescia mentre viene rimandato in prestito all'Ascoli, con obbligo di riscatto, Fabrizio Caligara. L'ala Riccardo Sottil viene inizialmente riscattata dalla Fiorentina ma i Viola esercitano il controriscatto pattuito la stagione precedente, che si riprendono anche Alfred Duncan dopo il prestito semestrale. Stessa sorte del ghanese per Daniele Rugani, ritornato alla base alla Juventus e Arturo Calabresi al Bologna.
Il caso dell'estate rimane però quello di Radja Nainggolan: ritornato la stagione precedente per la seconda volta nella sua carriera in prestito dall'Inter, il belga era dato rientrante per certo, con la trattativa confermata sia dal giocatore che da diversi esponenti del club rossoblù. Tuttavia, dopo aver ottenuto la risoluzione del contratto coi Nerazzurri, non è stato trovato l'accordo economico e alla fine il centrocampista ex Roma si è accordato per il passaggio in patria all'Anversa. Dopo tre mesi, seppur scendendo in campo 4 volte da subentrante, non rientrando nei piani del tecnico Walter Mazzarri, l'ala brasiliana Diego Farias risolve consensualmente il contratto coi rossoblù. La sessione invernale si apre con la necessità di rimpiazzare i due difensori uruguaiani, Diego Godín e Martín Cáceres, in rotta con la società e messi fuori rosa nel mese di dicembre.
Il capitano della Celeste otterrà la risoluzione contrattuale e si legherà successivamente all'Atlético Mineiro mentre l'ex terzino della Juventus verrà ceduto nel terzultimo giorno al Levante. Al loro posto in apertura di mercato arrivano il giovane scuola Atalanta Matteo Lovato in prestito secco e Edoardo Goldaniga a titolo definitivo dal Sassuolo e con loro viene richiamato dal prestito all'Avellino il giovane attaccante Luca Gagliano. L'ultimo colpo è nel centrocampo, il quale viene puntellato con l'acquisto della mezzala Daniele Baselli, vecchia conoscenza dell'allenatore subentrato Walter Mazzarri, in uscita dal Torino. In mediana è stata anche l'occasione per liberare alcuni esuberi: Paolo Faragò saluta dopo 6 stagioni e 100 presenze in campionato andando al Lecce in prestito con obbligo di riscatto, l'uruguaiano Christian Oliva risolve il suo contratto e Riccardo Ladinetti, riutilizzabile da dicembre dopo la sospensione causa problemi cardiaci, fa ritorno all'Olbia in prestito secco. Infine rientra anticipatamente dal prestito al Como il nazionale angolano Zito Luvumbo, che viene inserito come fuori quota nella formazione Primavera e all'occorrenza anche in Prima squadra.

### Sessione estiva (dal 1/7 al 31/8)
| Acquisti         | Acquisti           | Acquisti            | Acquisti                         |
| R.               | Nome               | da                  | Modalità                         |
| ---------------- | ------------------ | ------------------- | -------------------------------- |
| P                | Boris Radunović    | Atalanta            | definitivo                       |
| D                | Giorgio Altare     | Genoa               | definitivo                       |
| D                | Raoul Bellanova    | Bordeaux            | prestito con diritto di riscatto |
| D                | Dalbert            | Inter               | prestito con diritto di riscatto |
| D                | Adam Obert         |                     | definitivo                       |
| C                | Paolo Faragò       | Bologna             | fine prestito                    |
| C                | Alberto Grassi     | Parma               | prestito con obbligo di riscatto |
| D                | Riccardo Ladinetti | Olbia               | fine prestito                    |
| C                | Christian Oliva    | Valencia            | fine prestito                    |
| C                | Kevin Strootman    | Olympique Marsiglia | prestito                         |
| A                | Keita Baldé        | Monaco              | definitivo                       |
| A                | Damir Ceter        | Pescara             | fine prestito                    |
| A                | Diego Farias       | Spezia              | fine prestito                    |
| Altre operazioni |                    |                     |                                  |
| R.               | Nome               | da                  | Modalità                         |
| P                | Niccolò Cabras     | Olbia               | fine prestito                    |
| D                | Senna Miangue      | Eupen               | fine prestito                    |
| D                | Simone Pinna       | Ascoli              | fine prestito                    |
| D                | Gabriele Zappa     | Pescara             | riscatto cartellino (3,5 mln €)  |
| C                | Roberto Biancu     | Olbia               | fine prestito                    |
| C                | Filip Bradarić     | Al-Ain Saudi        | fine prestito                    |
| C                | Fabrizio Caligara  | Ascoli              | fine prestito                    |
| C                | Răzvan Marin       | Ajax                | riscatto cartellino (10 mln €)   |
| A                | Kiril Despodov     | Ludogorec           | fine prestito                    |
| A                | Luca Gagliano      | Olbia               | fine prestito                    |
| A                | Federico Marigosu  | Olbia               | fine prestito                    |

| Cessioni         | Cessioni               | Cessioni      | Cessioni                         |
| R.               | Nome                   | a             | Modalità                         |
| ---------------- | ---------------------- | ------------- | -------------------------------- |
| P                | Guglielmo Vicario      | Empoli        | prestito con diritto di riscatto |
| D                | Kwadwo Asamoah         |               | svincolato                       |
| D                | Arturo Calabresi       | Bologna       | fine prestito                    |
| D                | Ragnar Klavan          |               | svincolato                       |
| D                | Simone Pinna           | Olbia         | definitivo                       |
| D                | Daniele Rugani         | Juventus      | fine prestito                    |
| D                | Alessandro Tripaldelli | SPAL          | prestito con obbligo di riscatto |
| C                | Alfred Duncan          | Fiorentina    | fine prestito                    |
| C                | Radja Nainggolan       | Inter         | fine prestito                    |
| A                | Alberto Cerri          | Como          | prestito                         |
| A                | Kiril Despodov         | Ludogorec     | definitivo                       |
| A                | Zito Luvumbo           | Como          | prestito                         |
| A                | Giovanni Simeone       | Verona        | prestito con diritto di riscatto |
| A                | Riccardo Sottil        | Fiorentina    | controriscatto esercitato        |
| A                | Mattéo Tramoni         | Brescia       | prestito                         |
| Altre operazioni |                        |               |                                  |
| R.               | Nome                   | a             | Modalità                         |
| P                | Niccolò Cabras         |               | svincolato                       |
| D                | Senna Miangue          | Cercle Bruges | prestito                         |
| C                | Roberto Biancu         | Olbia         | prestito                         |
| C                | Filip Bradarić         | Al-Ahli       | definitivo                       |
| C                | Fabrizio Caligara      | Ascoli        | prestito con obbligo di riscatto |
| A                | Luca Gagliano          | Avellino      | prestito                         |
| A                | Federico Marigosu      | Grosseto      | prestito                         |

### Sessione invernale (dal 1/1 al 31/1)
| Acquisti         | Acquisti          | Acquisti | Acquisti      |
| R.               | Nome              | da       | Modalità      |
| ---------------- | ----------------- | -------- | ------------- |
| D                | Edoardo Goldaniga | Sassuolo | definitivo    |
| D                | Matteo Lovato     | Atalanta | prestito      |
| C                | Daniele Baselli   | Torino   | definitivo    |
| A                | Luca Gagliano     | Avellino | fine prestito |
| Altre operazioni |                   |          |               |
| R.               | Nome              | da       | Modalità      |
| A                | Zito Luvumbo      | Como     | fine prestito |

| Cessioni | Cessioni           | Cessioni | Cessioni                         |
| R.       | Nome               | a        | Modalità                         |
| -------- | ------------------ | -------- | -------------------------------- |
| D        | Martín Cáceres     | Levante  | definitivo                       |
| D        | Paolo Faragò       | Lecce    | prestito con diritto di riscatto |
| D        | Diego Godín        |          | risoluzione consensuale          |
| C        | Riccardo Ladinetti | Olbia    | prestito                         |
| C        | Christian Oliva    |          | risoluzione consensuale          |

### Operazioni esterne alle sessioni
| Acquisti | Acquisti       | Acquisti | Acquisti          | Acquisti   |
| R.       | Nome           | da       | Data              | Modalità   |
| -------- | -------------- | -------- | ----------------- | ---------- |
| D        | Martín Cáceres |          | 1º settembre 2021 | svincolato |

| Cessioni | Cessioni     | Cessioni | Cessioni        | Cessioni                |
| R.       | Nome         | a        | Data            | Modalità                |
| -------- | ------------ | -------- | --------------- | ----------------------- |
| A        | Diego Farias |          | 2 dicembre 2021 | risoluzione consensuale |

## Risultati

### Serie A

#### Girone d'andata
| Arbitro: | Fourneau (Roma 1) |

|                            |           |                      |
| João Pedro 62’, 66’ (rig.) | Marcatori | 7’ Gyasi 58’ Bastoni |

| Arbitro: | Serra (Torino) |

|                                            |           |            |
| Tonali 12’ Leão 17’ Giroud 24’, 43’ (rig.) | Marcatori | 15’ Deiola |

| Arbitro: | Pairetto (Nichelino) |

|                                      |           |                           |
| João Pedro 16’ (rig.) Ceppitelli 56’ | Marcatori | 59’ Destro 69’, 78’ Fares |

| Arbitro: | Ghersini (Genova) |

|                          |           |                          |
| Immobile 45’ Cataldi 83’ | Marcatori | 46’ João Pedro 62’ Keita |

| Arbitro: | Di Bello (Brindisi) |

|  |           |                             |
|  | Marcatori | 29’ Di Francesco 69’ Štulac |

| Arbitro: | Piccinini (Forlì) |

|                                |           |  |
| Osimhen 11’ Insigne 57’ (rig.) | Marcatori |  |

| Arbitro: | Volpi (Arezzo) |

|           |           |             |
| Keita 19’ | Marcatori | 90+2’ Busio |

| Arbitro: | Marchetti (Ostia Lido) |

|                                  |           |             |
| João Pedro 4’, 90+4’ Cáceres 74’ | Marcatori | 82’ Thorsby |

| Arbitro: | Rapuano (Rimini) |

|                                              |           |  |
| Biraghi 21’ (rig.) González 42’ Vlahović 49’ | Marcatori |  |

| Arbitro: | Pezzuto (Lecce) |

|               |           |                           |
| Pavoletti 52’ | Marcatori | 71’ Ibañez 78’ Pellegrini |

| Arbitro: | Massa (Imperia) |

|                                   |           |  |
| De Silvestri 49’ Arnautović 90+6’ | Marcatori |  |

| Arbitro: | Piccinini (Forlì) |

|                |           |                       |
| João Pedro 27’ | Marcatori | 6’ Pašalić 43’ Zapata |

| Arbitro: | Baroni (Firenze) |

|                                 |           |                                 |
| Scamacca 37’ Berardi 51’ (rig.) | Marcatori | 40’ Keita 56’ (rig.) João Pedro |

| Arbitro: | Doveri (Roma 1) |

|               |           |               |
| Pavoletti 73’ | Marcatori | 90’ Bonazzoli |

| Verona 30 novembre 2021, ore 20:45 CET 15ª giornata | Verona             | 0 – 0 referto | Cagliari | Stadio Marcantonio Bentegodi (12 188 spett.)\| Arbitro: \| Marcenaro (Genova) \| |
| Arbitro:                                            | Marcenaro (Genova) |               |          |                                                                                  |

| Arbitro: | Massimi (Termoli) |

|                |           |                    |
| João Pedro 53’ | Marcatori | 31’ (aut.) Carboni |

| Arbitro: | Marchetti (Ostia Lido) |

|                                              |           |  |
| Martínez 29’, 68’ Sánchez 50’ Çalhanoğlu 66’ | Marcatori |  |

| Arbitro: | Maresca (Napoli) |

|  |           |                                         |
|  | Marcatori | 4’ Makengo 45’, 69’ Deulofeu 50’ Molina |

| Arbitro: | Dionisi (L'Aquila) |

|                           |           |  |
| Kean 40’ Bernardeschi 83’ | Marcatori |  |

#### Girone di ritorno
| Arbitro: | Camplone (Pescara) |

|                |           |                          |
| Gabbiadini 18’ | Marcatori | 55’ Deiola 71’ Pavoletti |

| Arbitro: | Ghersini (Genova) |

|                             |           |              |
| Pavoletti 71’ Pereiro 90+3’ | Marcatori | 54’ Orsolini |

| Arbitro: | Maggioni (Lecco) |

|                     |           |  |
| Oliveira 33’ (rig.) | Marcatori |  |

| Arbitro: | Aureliano (Bologna) |

|                |           |            |
| João Pedro 47’ | Marcatori | 75’ Sottil |

| Arbitro: | Prontera (Bologna) |

|              |           |                  |
| Palomino 64’ | Marcatori | 50’, 68’ Pereiro |

| Arbitro: | Dionisi (L'Aquila) |

|               |           |               |
| Pinamonti 38’ | Marcatori | 84’ Pavoletti |

| Arbitro: | Sozza (Seregno) |

|             |           |             |
| Pereiro 58’ | Marcatori | 87’ Osimhen |

| Arbitro: | Volpi (Arezzo) |

|             |           |                          |
| Belotti 54’ | Marcatori | 21’ Bellanova 62’ Deiola |

| Arbitro: | Maresca (Napoli) |

|  |           |                                                          |
|  | Marcatori | 19’ (rig.) Immobile 42’ Luis Alberto 62’ Felipe Anderson |

| Arbitro: | Orsato (Schio) |

|                     |           |  |
| Erlić 55’ Manaj 74’ | Marcatori |  |

| Arbitro: | Di Bello (Brindisi) |

|  |           |              |
|  | Marcatori | 59’ Bennacer |

| Arbitro: | Abisso (Palermo) |

|                                         |           |                |
| Becão 38’ Beto 45’, 49’, 73’ Molina 59’ | Marcatori | 32’ João Pedro |

| Arbitro: | Chiffi (Padova) |

|                |           |                          |
| João Pedro 10’ | Marcatori | 45’ De Ligt 75’ Vlahović |

| Arbitro: | Massa (Imperia) |

|            |           |  |
| Deiola 42’ | Marcatori |  |

| Arbitro: | Valeri (Roma 2) |

|            |           |  |
| Badelj 89’ | Marcatori |  |

| Arbitro: | Orsato (Schio) |

|                |           |                      |
| João Pedro 57’ | Marcatori | 8’ Barák 44’ Caprari |

| Arbitro: | Di Bello (Brindisi) |

|                  |           |              |
| Verdi 68’ (rig.) | Marcatori | 90+9’ Altare |

| Arbitro: | Doveri (Roma 1) |

|                 |           |                               |
| Lykogiannīs 54’ | Marcatori | 25’ Darmian 51’, 84’ Martínez |

| Venezia 22 maggio 2022, ore 21:00 CEST 38ª giornata | Venezia          | 0 – 0 referto | Cagliari | Stadio Pier Luigi Penzo (5 654 spett.)\| Arbitro: \| Maresca (Napoli) \| |
| Arbitro:                                            | Maresca (Napoli) |               |          |                                                                          |

### Coppa Italia

#### Turni eliminatori
| Arbitro: | Manganiello (Pinerolo) |

|                                              |           |             |
| Marin 28’ Caracciolo 36’ (aut.) Deiola 45+3’ | Marcatori | 67’ Masucci |

| Arbitro: | Ferrieri Caputi (Livorno) |

|                                  |           |                |
| Deiola 16’ Ceter 40’ Pereiro 64’ | Marcatori | 85’ Donnarumma |

#### Fase finale
| Arbitro: | Marchetti (Ostia Lido) |

|             |           |  |
| Harroui 18’ | Marcatori |  |

## Statistiche

### Statistiche di squadra
| Competizione | Punti | In casa | In casa | In casa | In casa | In casa | In casa | In trasferta | In trasferta | In trasferta | In trasferta | In trasferta | In trasferta | Totale | Totale | Totale | Totale | Totale | Totale | DR  |
| Competizione | Punti | G       | V       | N       | P       | Gf      | Gs      | G            | V            | N            | P            | Gf           | Gs           | G      | V      | N      | P      | Gf     | Gs     | DR  |
| ------------ | ----- | ------- | ------- | ------- | ------- | ------- | ------- | ------------ | ------------ | ------------ | ------------ | ------------ | ------------ | ------ | ------ | ------ | ------ | ------ | ------ | --- |
| Serie A      | 30    | 19      | 3       | 6       | 10      | 20      | 33      | 19           | 3            | 6            | 10           | 14           | 35           | 38     | 6      | 12     | 20     | 34     | 68     | -34 |
| Coppa Italia | -     | 2       | 2       | 0       | 0       | 6       | 2       | 1            | 0            | 0            | 1            | 0            | 1            | 3      | 2      | 0      | 1      | 6      | 3      | +3  |
| Totale       | -     | 21      | 5       | 6       | 10      | 26      | 35      | 20           | 3            | 6            | 11           | 14           | 36           | 41     | 8      | 12     | 21     | 40     | 71     | -31 |

### Andamento in campionato
| Giornata  | 1 | 2  | 3  | 4  | 5  | 6  | 7  | 8  | 9  | 10 | 11 | 12 | 13 | 14 | 15 | 16 | 17 | 18 | 19 | 20 | 21 | 22 | 23 | 24 | 25 | 26 | 27 | 28 | 29 | 30 | 31 | 32 | 33 | 34 | 35 | 36 | 37 | 38 |
| --------- | - | -- | -- | -- | -- | -- | -- | -- | -- | -- | -- | -- | -- | -- | -- | -- | -- | -- | -- | -- | -- | -- | -- | -- | -- | -- | -- | -- | -- | -- | -- | -- | -- | -- | -- | -- | -- | -- |
| Luogo     | C | T  | C  | T  | C  | T  | C  | C  | T  | C  | T  | C  | T  | C  | T  | C  | T  | C  | T  | T  | C  | T  | C  | T  | T  | C  | T  | C  | T  | C  | T  | C  | C  | T  | C  | T  | C  | T  |
| Risultato | N | P  | P  | N  | P  | P  | N  | V  | P  | P  | P  | P  | N  | N  | N  | N  | P  | P  | P  | V  | V  | P  | N  | V  | N  | N  | V  | P  | P  | P  | P  | P  | V  | P  | P  | N  | P  | N  |
| Posizione | 9 | 12 | 16 | 18 | 19 | 19 | 20 | 17 | 18 | 20 | 20 | 20 | 19 | 19 | 19 | 18 | 18 | 18 | 19 | 18 | 18 | 18 | 18 | 17 | 17 | 17 | 17 | 17 | 17 | 17 | 17 | 17 | 17 | 17 | 17 | 18 | 18 | 18 |

Fonte:  Serie A – Classifica, su legaseriea.it.
Legenda:

Luogo: C = Casa; T = Trasferta. Risultato: V = Vittoria; N = Pareggio; P = Sconfitta.

### Statistiche dei giocatori
| Giocatore      | Serie A  | Serie A | Serie A     | Serie A    | Coppa Italia | Coppa Italia | Coppa Italia | Coppa Italia | Totale   | Totale | Totale      | Totale     |
| Giocatore      | Presenze | Reti    | Ammonizioni | Espulsioni | Presenze     | Reti         | Ammonizioni  | Espulsioni   | Presenze | Reti   | Ammonizioni | Espulsioni |
| -------------- | -------- | ------- | ----------- | ---------- | ------------ | ------------ | ------------ | ------------ | -------- | ------ | ----------- | ---------- |
| G. Altare      | 19       | 1       | 5           | 0          | 3            | 0            | 0            | 0            | 22       | 1      | 5           | 0          |
| S. Aresti      | 0        | 0       | 0           | 0          | 0            | 0            | 0            | 0            | 0        | 0      | 0           | 0          |
| D. Baselli     | 9        | 0       | 1           | 0          | 0            | 0            | 0            | 0            | 9        | 0      | 1           | 0          |
| R. Bellanova   | 31       | 1       | 3           | 0          | 0            | 0            | 0            | 0            | 31       | 1      | 3           | 0          |
| R. Biancu      | 0        | 0       | 0           | 0          | 0            | 0            | 0            | 0            | 0        | 0      | 0           | 0          |
| M. Cáceres     | 14       | 1       | 3           | 1          | 1            | 0            | 0            | 0            | 15       | 1      | 3           | 1          |
| A. Carboni     | 30       | 0       | 6           | 0          | 3            | 0            | 0            | 0            | 33       | 0      | 6           | 0          |
| N. Cavuoti     | 0        | 0       | 0           | 0          | 1            | 0            | 0            | 0            | 1        | 0      | 0           | 0          |
| L. Ceppitelli  | 24       | 1       | 3           | 0          | 1            | 0            | 0            | 0            | 25       | 1      | 3           | 0          |
| A. Cerri       | 0        | 0       | 0           | 0          | 0            | 0            | 0            | 0            | 0        | 0      | 0           | 0          |
| D. Ceter       | 1        | 0       | 0           | 0          | 1            | 1            | 0            | 0            | 2        | 1      | 0           | 0          |
| A. Cragno      | 35       | -63     | 3           | 0          | 1            | -1           | 0            | 0            | 36       | -64    | 3           | 0          |
| Dalbert        | 28       | 0       | 9           | 0          | 3            | 0            | 0            | 0            | 31       | 0      | 9           | 0          |
| A. Deiola      | 33       | 4       | 5           | 0          | 2            | 2            | 0            | 0            | 35       | 6      | 5           | 0          |
| J. Desogus     | 0        | 0       | 0           | 0          | 2            | 0            | 0            | 0            | 2        | 0      | 0           | 0          |
| P. Faragò      | 1        | 0       | 0           | 0          | 0            | 0            | 0            | 0            | 1        | 0      | 0           | 0          |
| D. Farias      | 4        | 0       | 0           | 0          | 0            | 0            | 0            | 0            | 4        | 0      | 0           | 0          |
| L. Gagliano    | 2        | 0       | 0           | 0          | 1            | 0            | 0            | 0            | 3        | 0      | 0           | 0          |
| D. Godín       | 11       | 0       | 3           | 0          | 1            | 0            | 0            | 0            | 12       | 0      | 3           | 0          |
| E. Goldaniga   | 11       | 0       | 3           | 0          | 1            | 0            | 0            | 0            | 12       | 0      | 3           | 0          |
| A. Grassi      | 30       | 0       | 6           | 1          | 1            | 0            | 0            | 0            | 31       | 0      | 6           | 1          |
| João Pedro     | 37       | 13      | 9           | 0          | 2            | 0            | 0            | 0            | 39       | 13     | 9           | 0          |
| Keita Baldé    | 26       | 3       | 2           | 0          | 0            | 0            | 0            | 0            | 26       | 3      | 2           | 0          |
| C. Kourfalidīs | 2        | 0       | 0           | 0          | 2            | 0            | 0            | 0            | 4        | 0      | 0           | 0          |
| R. Ladinetti   | 0        | 0       | 0           | 0          | 1            | 0            | 0            | 0            | 1        | 0      | 0           | 0          |
| M. Lovato      | 16       | 0       | 4           | 0          | 0            | 0            | 0            | 0            | 16       | 0      | 4           | 0          |
| C. Lykogiannīs | 28       | 1       | 2           | 0          | 2            | 0            | 0            | 0            | 30       | 1      | 2           | 0          |
| R. Marin       | 36       | 0       | 6           | 1          | 1            | 1            | 1            | 0            | 37       | 1      | 7           | 1          |
| N. Nández      | 21       | 0       | 4           | 0          | 1            | 0            | 0            | 0            | 22       | 0      | 4           | 0          |
| A. Obert       | 6        | 0       | 0           | 0          | 2            | 0            | 1            | 0            | 8        | 0      | 1           | 0          |
| C. Oliva       | 4        | 0       | 0           | 0          | 1            | 0            | 1            | 0            | 5        | 0      | 1           | 0          |
| L. Pavoletti   | 33       | 5       | 9           | 0          | 2            | 0            | 0            | 0            | 35       | 5      | 9           | 0          |
| S. Pinna       | 0        | 0       | 0           | 0          | 0            | 0            | 0            | 0            | 0        | 0      | 0           | 0          |
| G. Pereiro     | 29       | 4       | 1           | 0          | 3            | 1            | 0            | 0            | 32       | 5      | 1           | 0          |
| B. Radunović   | 3        | -5      | 0           | 1          | 2            | -2           | 0            | 0            | 5        | -7     | 0           | 1          |
| M. Rog         | 8        | 0       | 0           | 0          | 0            | 0            | 0            | 0            | 8        | 0      | 0           | 0          |
| G. Simeone     | 1        | 0       | 0           | 0          | 1            | 0            | 0            | 0            | 2        | 0      | 0           | 0          |
| K. Strootman   | 10       | 0       | 4           | 0          | 1            | 0            | 0            | 0            | 11       | 0      | 4           | 0          |
| S. Walukiewicz | 7        | 0       | 1           | 0          | 1            | 0            | 0            | 0            | 8        | 0      | 1           | 0          |
| G. Zappa       | 25       | 0       | 4           | 1          | 3            | 0            | 1            | 0            | 28       | 0      | 5           | 1          |

### Annotazioni
1. 1 2 3 4 5 6 7 8 9 10 11 12 13  Capienza limitata al 75% secondo le norme sulla prevenzione dalla Pandemia di COVID-19; cfr.  Figc, ecco il nuovo protocollo Covid: Capienza stadi al 75%, 14 ottobre 2021. URL consultato il 18 ottobre 2021.
2. 1 2 3  Capienza limitata a 5000 posti secondo le norme sulla prevenzione dalla pandemia di COVID-19; cfr.  Covid Serie A, capienza ridotta a 5000 spettatori per due giornate, 10 gennaio 2022. URL consultato il 19 gennaio 2022.
3. ↑  5 partite giocate con capienza limitata al 50%, 9 partite limitate al 75% e 1 partita con capienza limitata a 5000 spettatori
4. 1 2 3 4 5 6 7  Capienza limitata al 50% secondo le norme sulla prevenzione dalla Pandemia di COVID-19; cfr.  Tifosi allo stadio, via libera al 50% della capienza con green pass e posti a scacchiera, 5 agosto 2021. URL consultato il 18 ottobre 2021.
5. ↑  La partita, inizialmente prevista il 9 gennaio alle ore 14:30 CET, è stata posticipata a tale data a causa dell'isolamento domiciliare del Bologna imposto dall'AUSL, relativo alla pandemia di COVID-19, cfr.  Comunicato ufficiale n. 130 (PDF), su legaseriea.it, 8 gennaio 2022. URL consultato l'8 gennaio 2022 (archiviato dall'url originale l'8 gennaio 2022).

### Fonti
1. 1 2   Statistiche dei calciatori - Cagliari Calcio, su legaseriea.it.
2. 1 2 3 4 5 6 7 8 9 10 11 12 13 14 15 16 17 18 19 20 21 22 23 24 25 26 27 28 29 30 31 32 33 34 35 36 37 38 39 40 41   Statistiche Spettatori Serie A 2021-2022, su stadiapostcards.com. URL consultato il 2 settembre 2021.
3. ↑   Cagliari, Giulini: "Semplici resta. Non è mai stato in dubbio", su corrieredellosport.it, 25 maggio 2021. URL consultato il 19 agosto 2021.
4. ↑   Comunicato della Società, su cagliaricalcio.com, 7 giugno 2021. URL consultato il 19 agosto 2021.
5. ↑   Inizia la stagione 2021-22, su cagliaricalcio.com, 13 luglio 2021. URL consultato il 19 agosto 2021.
6. ↑   Il Cagliari ad Aritzo, su cagliaricalcio.com, 27 luglio 2021. URL consultato il 19 agosto 2021.
7. ↑   Giulini: "Un accordo molto importante", su cagliaricalcio.com, 23 luglio 2021. URL consultato il 24 luglio 2021 (archiviato dall'url originale il 24 luglio 2021).
8. ↑   Cagliari avanti in Coppa Italia, su cagliaricalcio.com, 14 agosto 2021. URL consultato il 24 agosto 2021.
9. ↑   MATCH REPORT 📄, su cagliaricalcio.com, 23 agosto 2021. URL consultato il 24 agosto 2021.
10. 1 2 3 4 5 6   Comunicato della Società, su cagliaricalcio.com, 14 settembre 2021. URL consultato il 15 settembre 2021 (archiviato dall'url originale il 14 settembre 2021).
11. 1 2 3 4 5 6   Mazzarri nuovo allenatore del Cagliari, su cagliaricalcio.com, 15 settembre 2021. URL consultato il 15 settembre 2021.
12. 1 2 3   Matteo Zizola, Cagliari, si chiude l’era Mazzarri tra illusioni e cadute, in Centotrentuno.com, 2 maggio 2022. URL consultato il 4 maggio 2022.
13. ↑   Clamoroso Cagliari: epurati Godin e Caceres!, su corrieredellosport.it, 20 dicembre 2021. URL consultato il 4 maggio 2022.
14. ↑   Cagliari-Cittadella 3-1: Mazzarri agli ottavi di Coppa Italia contro il Sassuolo, su corrieredellosport.it, 15 dicembre 2021. URL consultato il 4 maggio 2022.
15. ↑   MATCH REPORT 📄, su cagliaricalcio.com, 19 gennaio 2022. URL consultato il 4 maggio 2022.
16. 1 2   Comunicato della Società, su cagliaricalcio.com, 2 maggio 2022. URL consultato il 4 maggio 2022 (archiviato dall'url originale il 3 maggio 2022).
17. ↑   Cagliari, Giulini: “Ripartiremo più forti, con Capozucca e vedremo con Agostini”, su centotrentuno.com, 22 maggio 2022. URL consultato il 24 maggio 2022.
18. ↑   Cagliari, Mazzarri licenziato e non esonerato: insulti a squadra e presidente, su corrieredellosport.it, 4 maggio 2022. URL consultato il 24 maggio 2022.
19. 1 2 3 4   Agostini nuovo allenatore del Cagliari, su cagliaricalcio.com, 3 maggio 2022. URL consultato il 4 maggio 2022 (archiviato dall'url originale il 3 maggio 2022).
20. ↑   Francesco Velluzzi, Salernitana gelata al 99': il Cagliari pareggia e torna a sperare, in La Gazzetta dello Sport, 8 maggio 2022. URL consultato il 23 maggio 2022.
21. ↑   Enrico Gaviano, Cagliari sconfitto dall'Inter, la salvezza è appesa a un filo, in La Nuova Sardegna, 15 maggio 2022. URL consultato il 23 maggio 2022 (archiviato dall'url originale il 23 maggio 2022).
22. ↑   Marco Beltrami, Cagliari retrocesso in Serie B, Salernitana travolta ma salva: ultimi 90′ agonici in Serie A, in Fanpage.it, 22 maggio 2022. URL consultato il 23 maggio 2022.
23. ↑   Cagliari: seconda retrocessione nell'era Giulini, in ANSA, 22 maggio 2022. URL consultato il 23 maggio 2022.
24. ↑   adidas partner tecnico del Cagliari Calcio, su cagliaricalcio.com, 18 agosto 2020. URL consultato il 4 settembre 2020.
25. 1 2   Una maglia celeste, omaggio all’Uruguay, su cagliaricalcio.com, 7 agosto 2021. URL consultato il 14 agosto 2021.
26. ↑   Cagliari Calcio e Latte Arborea ancora assieme, su cagliaricalcio.com, 25 agosto 2020. URL consultato il 3 settembre 2020.
27. ↑   La maglia Home 2021-22, su cagliaricalcio.com, 13 agosto 2021. URL consultato il 14 agosto 2021.
28. ↑   A way of life, a way to play, su cagliaricalcio.com, 10 agosto 2021. URL consultato il 14 agosto 2021.
29. 1 2   Organigramma Cagliari Calcio, su cagliaricalcio.com. URL consultato il 19 luglio 2021 (archiviato dall'url originale il 19 ottobre 2017).
30. ↑   Cagliari, Nicola Riva lascia il Consiglio d’Amministrazione del club, su centotrentuno.com, 24 febbraio 2022. URL consultato il 1º marzo 2022.
31. 1 2  Dal 03/05/2022 anche a supporto dello staff tecnico della Prima Squadra cfr.  Agostini nuovo allenatore del Cagliari, su cagliaricalcio.com, 3 maggio 2022. URL consultato il 4 maggio 2022 (archiviato dall'url originale il 3 maggio 2022).
32. 1 2   Lo staff tecnico 2021-22, su cagliaricalcio.com. URL consultato il 19 luglio 2021.
33. 1 2 3 4   Comunicato della Società, su cagliaricalcio.com, 3 maggio 2022. URL consultato il 4 maggio 2022.
34. 1 2   Kevin Strootman al Cagliari, su cagliaricalcio.com, 3 luglio 2021. URL consultato il 20 luglio 2021 (archiviato dall'url originale il 3 luglio 2021).
35. 1 2   Dalbert è del Cagliari, su cagliaricalcio.com, 21 luglio 2021. URL consultato il 21 luglio 2021 (archiviato dall'url originale il 21 luglio 2021).
36. 1 2   Keita Baldé è del Cagliari, su cagliaricalcio.com, 31 agosto 2021. URL consultato il 31 agosto 2021 (archiviato dall'url originale il 27 aprile 2022).
37. 1 2   Cáceres al Cagliari, su cagliaricalcio.com, 1º settembre 2021. URL consultato il 1º settembre 2021 (archiviato dall'url originale il 1º settembre 2021).
38. 1 2   Radunović al Cagliari, su cagliaricalcio.com, 14 luglio 2021. URL consultato il 20 luglio 2021 (archiviato dall'url originale il 5 giugno 2023).
39. 1 2   Vicario all’Empoli, su cagliaricalcio.com, 9 luglio 2021. URL consultato il 20 luglio 2021 (archiviato dall'url originale il 16 luglio 2021).
40. 1 2   Bellanova al Cagliari, su cagliaricalcio.com, 31 agosto 2021. URL consultato il 31 agosto 2021 (archiviato dall'url originale il 31 agosto 2021).
41. 1 2   Grassi al Cagliati in prestito con obbligo di riscatto, su cagliaricalcio.com, 21 agosto 2021. URL consultato il 21 agosto 2021 (archiviato dall'url originale il 21 agosto 2021).
42. 1 2   Altare al Cagliari, su cagliaricalcio.com, 18 luglio 2021. URL consultato il 20 luglio 2021 (archiviato dall'url originale il 18 luglio 2021).
43. 1 2  Inizialmente acquistato per la formazione Primavera, da dicembre 2021 entra in pianta stabile nella rosa della Prima squadra. cfr.  Obert sino al 2026, su cagliaricalcio.com, 24 febbraio 2022. URL consultato il 24 febbraio 2022 (archiviato dall'url originale il 24 febbraio 2022).
44. 1 2   Simeone all’Hellas Verona, su cagliaricalcio.com, 26 agosto 2021. URL consultato il 27 agosto 2021 (archiviato dall'url originale il 27 agosto 2021).
45. 1 2   Tripaldelli alla Spal, su cagliaricalcio.com, 15 agosto 2021. URL consultato il 17 agosto 2021 (archiviato dall'url originale il 16 agosto 2021).
46. 1 2   Cerri al Como, su cagliaricalcio.com, 17 agosto 2021. URL consultato il 17 agosto 2021 (archiviato dall'url originale il 17 agosto 2021).
47. 1 2   Zito Luvumbo al Como, su cagliaricalcio.com, 27 luglio 2021. URL consultato il 27 luglio 2021 (archiviato dall'url originale il 27 luglio 2021).
48. 1 2   Mattéo Tramoni al Brescia, su cagliaricalcio.com, 1º luglio 2021. URL consultato il 20 luglio 2021 (archiviato dall'url originale il 12 luglio 2021).
49. 1 2   Calciomercato Serie B, Ascoli: arriva Caligara in prestito, su corrieredellosport.it, 11 agosto 2021. URL consultato il 24 ottobre 2021.
50. 1 2  Il giocatore era arrivato la stagione precedente in prestito con diritto di riscatto a favore del Cagliari e controriscatto a favore della Fiorentina. Entrambe le società hanno esercitato i propri diritti con il giocatore che quindi è ritornato ai Viola cfr.  Controriscatto Sottil Al Cagliari 12 milioni, su lanazione.it, 19 giugno 2021. URL consultato il 30 agosto 2021.
51. ↑   Mario Frongia, Nainggolan: "Avevo dato la mia parola, ma il Cagliari mi ha tradito", su repubblica.it, 2 settembre 2021. URL consultato il 15 settembre 2021.
52. ↑   Luca Zanda, Giulini: “Nainggolan, non è finita anche se…Godín? Ingaggio troppo alto”, su calciocasteddu.it, 14 luglio 2021. URL consultato il 15 settembre 2021.
53. ↑  (NL) Welkom op De Bosuil, Radja Nainggolan, su royalantwerpfc.be, 14 agosto 2021. URL consultato il 15 settembre 2021.
54. ↑   Paolo Lora Lamia, Farias si separa dal Cagliari: ufficiale la risoluzione del contratto, su goal.com, 2 dicembre 2021. URL consultato il 2 dicembre 2021.
55. 1 2   Risoluzione contrattuale con Farias, su cagliaricalcio.com, 2 dicembre 2021. URL consultato il 2 dicembre 2021 (archiviato dall'url originale il 2 dicembre 2021).
56. ↑   Francesco Friggi, Cagliari, primi provvedimenti dopo la sconfitta con l'Udinese: Godin e Caceres fuori dalla lista convocati, su eurosport.it, 20 dicembre 2021.
57. 1 2   Risoluzione contrattuale con Godin, su cagliaricalcio.com, 12 gennaio 2022. URL consultato il 12 gennaio 2022 (archiviato dall'url originale il 16 febbraio 2023).
58. 1 2   Caceres al Levante, su cagliaricalcio.com, 30 gennaio 2022. URL consultato il 30 gennaio 2022 (archiviato dall'url originale il 30 gennaio 2022).
59. 1 2   Lovato al Cagliari, su cagliaricalcio.com, 3 gennaio 2022. URL consultato il 3 gennaio 2022 (archiviato dall'url originale il 3 gennaio 2022).
60. 1 2   Goldaniga al Cagliari il difensore ha firmato sino al 2024, su cagliaricalcio.com, 12 gennaio 2022. URL consultato il 12 gennaio 2022 (archiviato dall'url originale il 12 gennaio 2022).
61. 1 2   Gagliano rientra al Cagliari, su cagliaricalcio.com, 4 gennaio 2022. URL consultato il 4 gennaio 2022.
62. 1 2   Baselli al Cagliari, su cagliaricalcio.com, 28 gennaio 2022. URL consultato il 28 gennaio 2022 (archiviato dall'url originale il 30 giugno 2022).
63. 1 2  Inizialmente era stata comunicata la cessione con obbligo di riscatto, nell'estate successiva è emerso che l'obbligo era condizionato a particolari risultati sportivi però non raggiunti pertanto il giocatore ha fatto poi rientro al Cagliari cfr.  Faragò al Lecce, su cagliaricalcio.com, 9 gennaio 2022. URL consultato l'11 gennaio 2022 (archiviato dall'url originale l'11 gennaio 2022). Lecce, non sono scattate le condizioni per il riscatto di Faragò: tornerà al Cagliari, su tuttomercatoweb.com, 17 giugno 2022. URL consultato il 24 luglio 2022.
64. 1 2   Risoluzione contrattuale con Oliva, su cagliaricalcio.com, 28 gennaio 2022. URL consultato il 29 gennaio 2022 (archiviato dall'url originale il 3 febbraio 2022).
65. 1 2   Ladinetti all’Olbia, su cagliaricalcio.com, 31 gennaio 2022. URL consultato il 31 gennaio 2022 (archiviato dall'url originale il 31 gennaio 2022).
66. 1 2   Luvumbo rientra al Cagliari, su cagliaricalcio.com, 31 gennaio 2022. URL consultato il 31 gennaio 2022 (archiviato dall'url originale il 31 gennaio 2022).
67. ↑   Le operazioni di mercato, su cagliaricalcio.com, 1º settembre 2021. URL consultato il 24 febbraio 2022 (archiviato dall'url originale il 10 febbraio 2022).
68. ↑   Pinna all'Olbia, su cagliaricalcio.com, 31 agosto 2021. URL consultato il 31 agosto 2021.
69. ↑   Despodov al Ludogorets, su cagliaricalcio.com, 23 giugno 2021. URL consultato il 20 luglio 2021 (archiviato dall'url originale il 30 marzo 2023).
70. ↑   Miangue al Cercle Brugge, su cagliaricalcio.com, 15 giugno 2021. URL consultato il 20 luglio 2021 (archiviato dall'url originale il 3 agosto 2021).
71. ↑   Biancu all'Olbia, su cagliaricalcio.com, 18 agosto 2021. URL consultato il 18 agosto 2021.
72. ↑   Dal Cagliari arriva Marigosu, su usgrosseto1912.com, 13 luglio 2021. URL consultato il 20 luglio 2021 (archiviato dall'url originale il 23 luglio 2021).
73. 1 2  Partita disputata con la capienza dello stadio limitata al 50% a causa delle restrizioni legate alla pandemia di COVID-19, cfr.  Boom di contagi: negli stadi si torna al 50% della capienza a scacchiera, in Sport Mediaset, 29 dicembre 2021. URL consultato il 14 gennaio 2022.
74. 1 2  Partita disputata con la capienza dello stadio limitata al 50% a causa delle restrizioni legate alla pandemia di COVID-19, cfr.  Serie A, dopo la pausa si riparte con gli stadi al 50%, in Calcio e Finanza, 25 gennaio 2022. URL consultato il 13 febbraio 2022.
75. ↑  Sostituito al 14' da Marini di Roma 1 causa infortunio al polpaccio. cfr.  Empoli-Cagliari, infortunio per l'arbitro Dionisi: costretto al cambio, su corrieredellosport.it, 13 febbraio 2022. URL consultato il 16 febbraio 2022.
76. 1 2 3 4 5  Partita disputata con la capienza dello stadio limitata al 75% a causa delle restrizioni legate alla pandemia di COVID-19, cfr.  Stadi, capienza torna al 75% già da questo week-end, in Sky Sport, 19 febbraio 2022. URL consultato il 28 febbraio 2022.
77. ↑  Partita iniziata con cinque minuti di ritardo, come tutte le restanti della 27ª giornata di campionato, «per evidenziare la grave situazione umanitaria in corso in Ucraina ed inviare un unanime messaggio di pace», cfr.  Il calcio italiano scende in campo per la pace, su legaseriea.it, 25 febbraio 2022. URL consultato il 27 febbraio 2022 (archiviato dall'url originale il 25 febbraio 2022).
78. ↑  Partita disputata con la capienza massima ripristinata al 100%, cfr.  Capienza ritorna al 100%, su gazzetta.it.
79. ↑   Enrico Gaviano, Cagliari, buon esordio in Coppa: 3-1 al Pisa, in La Nuova Sardegna, 14 agosto 2021. URL consultato il 17 agosto 2021.
80. ↑   Avanti il Cagliari, su ascittadella.it, 15 dicembre 2021. URL consultato il 20 gennaio 2022.